# Grand Prix Szwecji 1977
Grand Prix Szwecji 1977 (oryg. Gislaved Sveriges Grand Prix) – ósma runda Mistrzostw Świata Formuły 1 w sezonie 1977, która odbyła się 19 czerwca 1977, po raz piąty na torze Scandinavian Raceway.
8. Grand Prix Szwecji, piąte zaliczane do Mistrzostw Świata Formuły 1.

## Lista startowa
| Nr | Kierowca           | Zespół                          | Samochód      | Silnik             | Opony |
| -- | ------------------ | ------------------------------- | ------------- | ------------------ | ----- |
| 1  | James Hunt         | Marlboro Team McLaren           | McLaren M26   | Ford DFV 3.0 V8    | G     |
| 2  | Jochen Mass        | Marlboro Team McLaren           | McLaren M26   | Ford DFV 3.0 V8    | G     |
| 3  | Ronnie Peterson    | Elf Team Tyrrell                | Tyrrell P34   | Ford DFV 3.0 V8    | G     |
| 4  | Patrick Depailler  | Elf Team Tyrrell                | Tyrrell P34   | Ford DFV 3.0 V8    | G     |
| 5  | Mario Andretti     | John Player Team Lotus          | Lotus 78      | Ford DFV 3.0 V8    | G     |
| 6  | Gunnar Nilsson     | John Player Team Lotus          | Lotus 78      | Ford DFV 3.0 V8    | G     |
| 7  | John Watson        | Martini Racing                  | Brabham BT45  | Alfa Romeo 3.0 B12 | G     |
| 8  | Hans-Joachim Stuck | Martini Racing                  | Brabham BT45  | Alfa Romeo 3.0 B12 | G     |
| 9  | Alex Ribeiro       | Hollywood March Racing          | March 761B    | Ford DFV 3.0 V8    | G     |
| 10 | Ian Scheckter      | Hollywood March Racing          | March 761B    | Ford DFV 3.0 V8    | G     |
| 11 | Niki Lauda         | Scuderia Ferrari                | Ferrari 312T2 | Ferrari 3.0 B12    | G     |
| 12 | Carlos Reutemann   | Scuderia Ferrari                | Ferrari 312T2 | Ferrari 3.0 B12    | G     |
| 16 | Jackie Oliver      | Shadow Racing                   | Shadow DN8    | Ford DFV 3.0 V8    | G     |
| 17 | Alan Jones         | Shadow Racing                   | Shadow DN8    | Ford DFV 3.0 V8    | G     |
| 18 | Larry Perkins      | Team Surtees                    | Surtees TS19  | Ford DFV 3.0 V8    | G     |
| 19 | Vittorio Brambilla | Team Surtees                    | Surtees TS19  | Ford DFV 3.0 V8    | G     |
| 20 | Jody Scheckter     | Walter Wolf Racing              | Wolf WR3      | Ford DFV 3.0 V8    | G     |
| 22 | Clay Regazzoni     | Team Tissot Ensign              | Ensign N177   | Ford DFV 3.0 V8    | G     |
| 24 | Rupert Keegan      | Penthouse Rizla Racing          | Hesketh 308E  | Ford DFV 3.0 V8    | G     |
| 25 | Harald Ertl        | Penthouse Rizla Racing          | Hesketh 308E  | Ford DFV 3.0 V8    | G     |
| 26 | Jacques Laffite    | Ligier Gitanes                  | Ligier JS7    | Matra 3.0 V12      | G     |
| 27 | Patrick Nève       | Williams Grand Prix Engineering | March 761     | Ford DFV 3.0 V8    | G     |
| 28 | Emerson Fittipaldi | Copersucar-Fittipaldi           | Fittipaldi F5 | Ford DFV 3.0 V8    | G     |
| 30 | Brett Lunger       | Chesterfield Racing             | McLaren M23   | Ford DFV 3.0 V8    | G     |
| 31 | David Purley       | LEC Refrigeration               | LEC CRP1      | Ford DFV 3.0 V8    | G     |
| 32 | Mikko Kozarowitzky | RAM / F&S                       | March 761     | Ford DFV 3.0 V8    | G     |
| 33 | Boy Hayje          | RAM / F&S                       | March 761     | Ford DFV 3.0 V8    | G     |
| 34 | Jean-Pierre Jarier | ATS Racing Team                 | Penske PC4    | Ford DFV 3.0 V8    | G     |
| 35 | Conny Anderson     | Rotary Watches Stanley BRM      | BRM P207      | BRM 3.0 V12        | G     |
| 36 | Emilio de Villota  | Iberia Airlines                 | McLaren M23   | Ford DFV 3.0 V8    | G     |
| 39 | Héctor Rebaque     | Hesketh Racing                  | Hesketh 308E  | Ford DFV 3.0 V8    | G     |
| Nr | Kierowca           | Zespół                          | Samochód      | Silnik             | Opony |

## Wyniki

### Kwalifikacje
| P                       | Nr | Kierowca           | Konstruktor(-silnik) | Opony | Czas     | Odstęp    | Strata   |
| ----------------------- | -- | ------------------ | -------------------- | ----- | -------- | --------- | -------- |
| 1                       | 5  | Mario Andretti     | Lotus-Ford           | G     | 1:25,404 | -         | -        |
| 2                       | 7  | John Watson        | Brabham-Alfa Romeo   | G     | 1:25,545 | 0:00,141  | 0:00,141 |
| 3                       | 1  | James Hunt         | McLaren-Ford         | G     | 1:25,626 | 0:00,081  | 0:00,222 |
| 4                       | 20 | Jody Scheckter     | Wolf-Ford            | G     | 1:25,681 | 0:00,055  | 0:00,277 |
| 5                       | 8  | Hans-Joachim Stuck | Brabham-Alfa Romeo   | G     | 1:26,127 | 0:00,446  | 0:00,723 |
| 6                       | 4  | Patrick Depailler  | Tyrrell-Ford         | G     | 1:26,209 | 0:00,082  | 0:00,805 |
| 7                       | 6  | Gunnar Nilsson     | Lotus-Ford           | G     | 1:26,227 | 0:00,018  | 0:00,823 |
| 8                       | 26 | Jacques Laffite    | Ligier-Matra         | G     | 1:26,259 | 0:00,032  | 0:00,855 |
| 9                       | 2  | Jochen Mass        | McLaren-Ford         | G     | 1:26,380 | 0:00,121  | 0:00,976 |
| 10                      | 3  | Ronnie Peterson    | Tyrrell-Ford         | G     | 1:26,383 | 0:00,003  | 0:00,979 |
| 11                      | 17 | Alan Jones         | Shadow-Ford          | G     | 1:26,529 | 0:00,146  | 0:01,125 |
| 12                      | 12 | Carlos Reutemann   | Ferrari              | G     | 1:26,542 | 0:00,013  | 0:01,138 |
| 13                      | 19 | Vittorio Brambilla | Surtees-Ford         | G     | 1:26,573 | 0:00,031  | 0:01,169 |
| 14                      | 22 | Clay Regazzoni     | Ensign-Ford          | G     | 1:26,616 | 0:00,043  | 0:01,212 |
| 15                      | 11 | Niki Lauda         | Ferrari              | G     | 1:26,826 | 0:00,210  | 0:01,422 |
| 16                      | 16 | Jackie Oliver      | Shadow-Ford          | G     | 1:27,676 | 0:00,850  | 0:02,272 |
| 17                      | 34 | Jean-Pierre Jarier | Penske-Ford          | G     | 1:27,537 | -0:00,139 | 0:02,133 |
| 18                      | 28 | Emerson Fittipaldi | Fittipaldi-Ford      | G     | 1:27,620 | 0:00,083  | 0:02,216 |
| 19                      | 31 | David Purley       | LEC-Ford             | G     | 1:27,716 | 0:00,094  | 0:02,312 |
| 20                      | 27 | Patrick Nève       | March-Ford           | G     | 1:27,758 | 0:00,042  | 0:02,354 |
| 21                      | 10 | Ian Scheckter      | March-Ford           | G     | 1:27,806 | 0:00,048  | 0:02,402 |
| 22                      | 30 | Brett Lunger       | McLaren-Ford         | G     | 1:28,205 | 0:00,399  | 0:02,801 |
| 23                      | 25 | Harald Ertl        | Hesketh-Ford         | G     | 1:28,377 | 0:00,172  | 0:02,973 |
| 24                      | 24 | Rupert Keegan      | Hesketh-Ford         | G     | 1:28,404 | 0:00,027  | 0:03,000 |
| Nie zakwalifikowali się |    |                    |                      |       |          |           |          |
| 25                      | 9  | Alex Ribeiro       | March-Ford           | G     | 1:28,463 | 0:00,059  | 0:03,059 |
| 27                      | 36 | Emilio de Villota  | McLaren-Ford         | G     | 1:28,708 | 0:00,245  | 0:03,304 |
| 28                      | 18 | Larry Perkins      | Surtees-Ford         | G     | 1:28,766 | 0:00,058  | 0:03,362 |
| 29                      | 39 | Héctor Rebaque     | Hesketh-Ford         | G     | 1:29,889 | 0:00,123  | 0:03,485 |
| 30                      | 35 | Conny Andersson    | BRM                  | G     | 1:30,286 | 0:00,397  | 0:03,882 |
| 31                      | 32 | Mikko Kozarowitzky | March-Ford           | G     | 1:31,079 | 0:00,793  | 0:04,675 |
| P                       | Nr | Kierowca           | Konstruktor(-silnik) | Opony | Czas     | Odstęp    | Strata   |

### Wyścig
| P                 | Nr | Kierowca | Konstruktor        | Opony              | Okr. | Czas / Strata | Komentarz              |                  |
| ----------------- | -- | -------- | ------------------ | ------------------ | ---- | ------------- | ---------------------- | ---------------- |
| 1                 |    | 26       | Jacques Laffite    | Ligier-Matra       | G    | 72            | 1h46m55,520            |                  |
| 2                 |    | 2        | Jochen Mass        | McLaren-Ford       | G    | 72            | 1h47m03,969(+0:08,449) |                  |
| 3                 |    | 12       | Carlos Reutemann   | Ferrari            | G    | 72            | 1h47m09,889(+0:14,369) |                  |
| 4                 |    | 4        | Patrick Depailler  | Tyrrell-Ford       | G    | 72            | 1h47m11,828(+0:16,308) |                  |
| 5                 |    | 7        | John Watson        | Brabham-Alfa Romeo | G    | 72            | 1h47m14,355(+0:18,735) |                  |
| 6                 |    | 5        | Mario Andretti     | Lotus-Ford         | G    | 72            | 1h47m20,797(+0:25,277) |                  |
| 7                 |    | 22       | Clay Regazzoni     | Ensign-Ford        | G    | 72            | 1h47m26,786(+0:31,266) |                  |
| 8                 |    | 34       | Jean-Pierre Jarier | Penske-Ford        | G    | 72            | 1h48m00,087(+1:04,567) |                  |
| 9                 |    | 16       | Jackie Oliver      | Shadow-Ford        | G    | 72            | 1h48m17,999(+1:22,479) |                  |
| 10                |    | 8        | Hans-Joachim Stuck | Brabham-Alfa Romeo | G    | 71            | - 1 okr.               |                  |
| 11                |    | 30       | Brett Lunger       | McLaren-Ford       | G    | 71            | - 1 okr.               |                  |
| 12                |    | 1        | James Hunt         | McLaren-Ford       | G    | 71            | - 1 okr.               |                  |
| 13                |    | 24       | Rupert Keegan      | Hesketh-Ford       | G    | 71            | - 1 okr.               |                  |
| 14                |    | 31       | David Purley       | LEC-Ford           | G    | 70            | - 2 okr.               |                  |
| 15                |    | 27       | Patrick Nève       | March-Ford         | G    | 69            | - 3 okr.               |                  |
| 16                |    | 25       | Harald Ertl        | Hesketh-Ford       | G    | 68            | - 4 okr.               |                  |
| 17                |    | 17       | Alan Jones         | Shadow-Ford        | G    | 67            | - 5 okr.               |                  |
| 18                |    | 28       | Emerson Fittipaldi | Fittipaldi-Ford    | G    | 66            | - 6 okr.               |                  |
| 19                |    | 6        | Gunnar Nilsson     | Lotus-Ford         | G    | 64            | - 8 okr.               | łożysko koła     |
| Niesklasyfikowani |    |          |                    |                    |      |               |                        |                  |
|                   |    | 10       | Ian Scheckter      | March-Ford         | G    | 61            | - 11 okr.              | skrzynia biegów  |
|                   |    | 19       | Vittorio Brambilla | Surtees-Ford       | G    | 52            | - 20 okr.              | ciśnienie paliwa |
|                   |    | 11       | Niki Lauda         | Ferrari            | G    | 47            | - 25 okr.              | układ jezdny     |
|                   |    | 20       | Jody Scheckter     | Wolf-Ford          | G    | 29            | - 43 okr.              | wypadek          |
|                   |    | 3        | Ronnie Peterson    | Tyrrell-Ford       | G    | 7             | - 65 okr.              | zapłon           |
| P                 | Nr | Kierowca | Konstruktor        | Opony              | Okr. | Czas / Strata | Komentarz              |                  |

### Najszybsze okrążenie
| Nr | Kierowca       | Konstruktor | Opony | Czas     | Okr. |
| -- | -------------- | ----------- | ----- | -------- | ---- |
| 5  | Mario Andretti | Lotus-Ford  | G     | 1:27,607 |      |